# Magna Lykseth-Skogman
Pour les articles homonymes, voir Skogman.
Magna Elvine Lykseth-Skogman, née le 6 février 1874  et morte le 13 novembre 1949, également connue sous le nom de Magna Lykseth-Schjerven, était une soprano d'opéra suédoise d'origine norvégienne. Après avoir fait ses débuts à l'Opéra royal de Suède en 1901 dans le rôle de Santuzza dans Cavalleria rusticana de Mascagni, elle y fut engagée jusqu'en 1918, devenant ainsi la prima donna de la compagnie. Elle a joué des rôles principaux dans un large éventail d'opéras, mais on se souvient particulièrement de ses interprétations wagnériennes, qui créa Brünnhilde dans les premières suédoises de Siegfried et Götterdämmerung et Isolde en 1909. Considérée comme l'une des chanteuses d'opéra suédoises les plus remarquables de sa génération, elle reçut la médaille Litteris et Artibus en 1907 et devint membre de l'Académie royale suédoise de musique en 1912,,.

## Biographie
Magna Elvine Lykseth est née à Oslo, en Norvège (alors Christiania, Suède-Norvège ), le 6 février 1874. Elle a terminé sa scolarité à Christiania et après une formation initiale en chant au Conservatoire Christiana sous la direction d'Ida Basilier-Magelssen, elle était  à Stockholm en 1894 où elle a été l'élève de John Forsell au Royal College of Music. Elle a également étudié en Allemagne et acquis de l'expérience au Festival de Bayreuth. De 1901 à 1910, elle fut mariée au marchand norvégien Olav Schjerven et de 1911 au baron suédois Karl Skogman.
En 1898, elle fait ses débuts en concert avant de partir en tournée en Suède avec Oscar Lomberg (sv) où elle a notamment joué Leonora dans Il trovatore de Verdi et Philine dans Mignon d'Ambroise Thomas. En 1901, Lykseth fait ses débuts à l'Opéra royal de Suède dans le rôle de Santuzza dans Cavalleria rusticana de Mascagni, suivi de Marguerite dans Faust de Gounod. Au cours de son engagement dans la compagnie jusqu'en 1918, elle connut un succès particulier dans ses rôles wagnériens, créant les premières suédoises de Brünnhilde dans Siegfried (1905) et Götterdåmmerung (1907), et en 1909 le rôle titre dans Tristan et Isolde. Elle était fréquemment invitée au Théâtre national d'Oslo où elle créa Tosca de Puccini (1908) et Aida de Verdi (1909). Grâce à son vaste répertoire, elle est devenue extrêmement populaire en Suède. En conséquence, hormis quelques représentations invitées au Danemark et en Suède, elle voyage peu. Sa voix ample et ses performances scéniques ont contribué à son succès dans l'opéra italien, notamment Desdémone dans Otello . Parmi ses nombreux autres rôles figurent la comtesse dans Les Noces de Figaro de Mozart, Leonora dans Fidelio de Beethoven et Micaela dans Carmen de Bizet.
Magna Lykseth-Skogman est décédée à Stockholm le 13 novembre 1949.

## Prix
En 1907, elle reçut la médaille suédoise Litteris et Artibus et en 1912, elle devint membre de l'Académie royale suédoise de musique.